# Partei Rechtsstaatlicher Offensive
Die Partei Rechtsstaatlicher Offensive, besser bekannt als Schill-Partei, war eine rechtspopulistische Partei in Deutschland, die von 2000 bis 2007 existierte. Gegründet wurde sie von dem Juristen Ronald Schill, der als kontroverser Richter in Hamburg für seine strengen Urteile bekannt war.
Die Partei verfolgte eine betont law-and-order-orientierte Agenda, die insbesondere auf eine Stärkung der inneren Sicherheit, eine Verschärfung der Strafrechtspolitik und eine konsequente Abschiebung abgelehnter Asylbewerber abzielte. Mit ihren populistischen Ansätzen und provokanten Forderungen gelang es der Schill-Partei, kurzzeitig politische Aufmerksamkeit zu erlangen und in Hamburg einige Erfolge zu verzeichnen. So war die Schill-Partei von Oktober 2001 bis März 2004 an der Regierung in Hamburg beteiligt. Sie bildete zusammen mit der CDU und FDP eine Koalition unter Ole von Beust. 
Ihre Geschichte kennt zwei klar getrennte Phasen: Die erste Phase – die Ära Schill – dauerte von der Parteigründung im Juli 2000 bis Dezember 2003 und war maßgeblich durch das Wirken ihres Gründers und ersten Vorsitzenden Ronald Schill geprägt, der während dieser Zeit als Aushängeschild der Partei galt. Die zweite Phase der Parteigeschichte begann nach der Trennung von Schill und war vom allmählichen Fall in die Bedeutungslosigkeit gekennzeichnet, was im Oktober 2007 letztlich zur Auflösung führte.

## Name
Der offizielle Name der Partei war Partei Rechtsstaatlicher Offensive. Dabei verwendete die Partei nacheinander drei Kurzbezeichnungen: War zunächst PRO das offizielle Kürzel, so musste sie nach einer Klage der Partei Pro DM im Jahr 2001 darauf verzichten und nannte sich anschließend Schill nach ihrem Gründer, daraufhin wurde sie in der Öffentlichkeit meistens als „Schill-Partei“ bezeichnet. Nach der Trennung von diesem war bis zur Auflösung Offensive D die offizielle Kurzbezeichnung.

## Inhaltliches Profil
In ihrer Selbstdarstellung betonte die Partei, nicht in den Kategorien von rechts und links beschrieben werden zu können. In der öffentlichen Diskussion jedoch wurde die Partei teils als rechtsbürgerlich, vor allem jedoch als rechtspopulistische Protestpartei wahrgenommen. Sie bemühte sich von Anfang 2004 an verstärkt, ein freiheitliches Profil aufzubauen. So orientierte die Partei sich ab dieser Zeit an Jörg Haider. Vorher betrachtete sie sich größtenteils als rechtskonservatives Anhängsel der CDU.
In ihrem Programm plädierte die Partei Rechtsstaatlicher Offensive unter anderem für die ihrer Ansicht nach notwendige Stärkung der inneren Sicherheit. Bekämpfung des Terrors sollte durch „Sicherung“ erfolgen. Allgemein sollte dies durch eine konsequente Strafverfolgung und Anwendung der Gesetze erreicht werden, wobei das Recht der Opfer eindeutig Vorrang vor dem Recht der Täter haben sollte. In der Wirtschaftspolitik vertrat sie liberale Positionen, in der Sozialpolitik wurden soziale Themen betont. So lehnte sie Hartz IV ab.
Die Freiheit der Bürger war ihrer Meinung nach in Deutschland nicht mehr gewährleistet, wegen massiven Vordringens des Staates, repräsentiert durch die etablierten Parteien. Darüber hinaus strebte die Partei eine restriktivere Ausländerpolitik an. Zuwanderung sollte streng kontrolliert werden, Asylmissbrauch stärker als bisher bekämpft werden. Das Asylrecht sollte aus der Verfassung genommen und über ein einfaches Gesetz behandelt werden. Die multikulturelle Gesellschaft wurde abgelehnt, ebenso der geplante EU-Beitritt der Türkei.

## Finanzen und Vermögen
Laut Bundestagsdrucksache 16/5230 erzielte die Partei im Jahr 2005 Einnahmen von etwa 350.000 Euro, darunter 64.000 Euro Beiträge und 112.000 Euro Spenden. Etwa 170.000 Euro flossen aus staatlichen Quellen. Im Jahr 2005 erwirtschaftete die Partei einen Überschuss von etwa 20.000 Euro. Im Vorjahr hatte sie etwa eine halbe Million Euro verloren. Die Partei erhielt im Jahr 2005 keine Großspenden über 10.000 Euro.
Aufgrund von Krediten und Darlehen hatte die Partei zuletzt Schulden von etwa 1,2 Millionen Euro. Größter Darlehensgeber war der ehemalige Schillpartei-Politiker Ulrich Marseille mit etwa 880.000 Euro. Er verzichtete auf Zinsen von etwa 53.000 Euro, die ihm als Spende gutgeschrieben wurden. Die Partei unterhielt nach eigenen Angaben kein Immobilienvermögen und keine Unternehmensbeteiligungen.

## Struktur
Die Partei war in 15 Landesverbände gegliedert. Dabei bildeten die Länder Sachsen und Thüringen einen Landesverband. Daneben gab es noch zahlreiche Bezirks- und Kreisverbände. Die Jugendorganisation der Partei war die Junge Offensive Deutschland e. V. (JO). Eine weitere Unterorganisation der Partei war die Kommunalpolitische Vereinigung der Offensive D (KVO), der alle kommunalen Mandatsträger der Partei angehörten. Nur kurzlebig war hingegen der Versuch, mit der sogenannten Sportoffensive eine weitere Vorfeldorganisation zu begründen.
In kreisfreien Städten und Landkreisen erreichte die Partei zwischen 2003 und 2007 bei Kommunalwahlen insgesamt 15 Sitze:
In Brandenburg erreichte sie 2003 noch unter der Kurzbezeichnung Schill zehn Mandate, darunter vier im Landkreis Märkisch-Oderland und drei im Landkreis Barnim. Von 2004 an stellte sie als Offensive D vier Kreistagsmitglieder in Sachsen-Anhalt und ein Mitglied im Rat der Stadt Dortmund, das jedoch Ende 2004 wieder aus der Partei austrat.

## Geschichte

### Arä Schill: Die „Schill-Partei“ (2000–2004)

#### Vorgeschichte und Gründung
Kristallisationspunkt für die Bildung der Partei Rechtsstaatlicher Offensive war Ronald Schill, der als Amtsrichter in Hamburg durch Urteile mit hohen, von manchen Beobachtern als übertrieben hoch kritisierten Strafmaßen öffentlich auf sich aufmerksam gemacht hatte und wiederholt den Umgang des rot-grünen Senates mit Kriminellen als zu milde bezeichnete. Da die Vorträge von Schill, zum Beispiel auf Einladung von CDU-Ortsverbänden, immer mehr Zulauf erhielten, kam es im Herbst 1999 zur Gründung der Initiative „Ich will Schill!“, die von der Versicherungsmaklerin Peggy Rasch unter Mithilfe von Brigitte Dettmer und Andrea Timpe maßgeblich vorangetrieben wurde.

Logo von 2000 bis 2001

Aus dieser Initiative gründete sich dann am 13. Juli 2000 die Partei Rechtsstaatlicher Offensive in Hamburg als Partei auf Landesebene. Als Kurzbezeichnung wurde zunächst PRO gewählt. Prominentestes Mitglied und erster Vorsitzender war Ronald Schill; die Partei war ganz auf seine Person ausgerichtet. Zum engeren Kreis gehörten ebenso Franz Joseph Underberg aus der Spirituosendynastie, Rainer Koppke, langjähriger Sportjournalist des NDR-Hörfunks, als Pressesprecher und Björn J. Neumann, ein langjähriges CDU-Mitglied, der fortan Schills persönlicher Referent wurde, sowie Peggy Rasch. Zahlreiche ehemalige Rebellen aus den Reihen der Hamburger CDU und der SPD und ehemalige Aktive der Statt Partei stießen im Vorfeld der Bürgerschaftswahl 2001 hinzu.
Wegen einer Klage der Partei Pro DM musste das Kürzel PRO aufgegeben werden, weshalb die Kurzbezeichnung in Schill abgeändert wurde. Die Partei bezeichnete sich daraufhin auch offiziell als Schill-Partei und wurde unter diesem Namen bekannt.

#### Regierungseintritt in Hamburg 2001
Bei den Hamburger Bürgerschaftswahlen am 23. September 2001 wurde die Schill-Partei aus dem Stand mit 19,4 Prozent der Stimmen zur drittstärksten Kraft und zog mit 25 Abgeordneten in die Hamburgische Bürgerschaft ein. Dies bewirkte, dass der zuvor regierende rot-grüne Senat unter Ortwin Runde seine Mehrheit verlor. Das als sensationell empfundene Ergebnis wurde auf mehrere Ursachen zurückgeführt: auf die Unzufriedenheit vieler Hamburger mit der langjährigen Politik der SPD in der Stadt, auf die langfristig wirkende, grundsätzliche Wechselstimmung, auf das auch durch die Terroranschläge vom 11. September angefachte Schwerpunktthema innere Sicherheit, auf den mangelnden Amtsbonus des Bürgermeisters Runde sowie auf die ebenfalls bestehende Unzufriedenheit mit der Opposition, vor allem der CDU, der eine deutliche Verbesserung vielfach nicht zugetraut wurde. Die Partei Rechtsstaatlicher Offensive hatte Wähler aus allen gesellschaftlichen Gruppen und Kreisen angezogen und war zu einer „Mini-Volkspartei“ geworden.
In einer Koalition mit CDU und FDP, im Senat von Beust I, erlangte die Partei Regierungsbeteiligung und erreichte damit ihr erstes Wahlziel, die Beendigung der jahrzehntelangen SPD-Herrschaft in Hamburg. Ronald Schill wurde Innensenator und Zweiter Bürgermeister, eine Position, die dem stellvertretenden Ministerpräsidenten in anderen Bundesländern entspricht. Mario Mettbach wurde Senator für Bauwesen, Peter Rehaag Senator für Umwelt und Gesundheit.

#### Innerparteiliche Schwierigkeiten und Abspaltungen
Wegen Differenzen in der Parteiführung kam es Anfang 2002 zu mehreren Wechseln im Vorstand der Partei. Bei der Landtagswahl in Sachsen-Anhalt am 21. April 2002 war der Unternehmer Ulrich Marseille Spitzenkandidat. Da viele aus der Partei ihn als solchen jedoch nicht akzeptierten, gründeten diese die Rechtsstaatliche Bürgerpartei (R-B-P), die ebenfalls zur Wahl antrat. Während die R-B-P bei dieser Wahl nur 0,1 % erzielte, scheiterte die Partei Rechtsstaatlicher Offensive mit 4,5 % trotz der Querelen nur knapp an der 5-%-Hürde.
Neumitglieder mussten auf ihrem Mitgliedsantrag erklären, dass sie bislang noch kein Mitglied einer radikalen Partei waren. Mitglieder der NPD, die die Partei in Lübeck zu unterwandern versuchten, wurden bei ihrer Entlarvung umgehend ausgeschlossen. Der schleswig-holsteinische Verfassungsschutz räumte ein, dass eines dieser NPD-Mitglieder als so genannter V-Mann registriert war, wies den Verdacht einer gezielten Unterwanderung jedoch zurück.
Der Bezirksvorsitzende der Partei in Düsseldorf, Frederick Schulze, ein ehemaliger Bundestagsabgeordneter der CDU, der am 11. Oktober 2002 bei einer Veranstaltung in Gegenwart von Ronald Schill Gegendemonstranten zurief, sie sollten „sich lieber Arbeit suchen, denn Arbeit macht frei!“, wurde auf Initiative Schills ebenfalls umgehend ausgeschlossen. In der Zeit der bundesweiten Expansion wurde Schill mehrfach von anderen Parteimitgliedern die Führungsrolle in der Partei streitig gemacht, unter anderem von René Schneider. Schneider und Schulze gründeten daraufhin die Pro-Bürger-Partei (PBP), die sich 2005 auflöste und über einzelne Kommunalmandate nicht hinausgekommen war.

#### Bundesweite Ausdehnung
Ronald Schill setzte sich für einen langsamen und stabilen Aufbau der Partei ein. Er sprach sich entschieden dagegen aus, dass die Partei zur Bundestagswahl 2002 antrat, musste sich dem Votum der Parteibasis vom 22. Juni 2002 jedoch beugen.
Öffentliche Wahlkampfauftritte und Parteiversammlungen der Schill-Partei wurden regelmäßig von Gegendemonstranten stark behindert und zum Teil gesprengt. Ronald Schill äußerte in Einzelfällen den Verdacht, dass die Innenminister der jeweiligen Länder bewusst zu wenig Polizei zum Schutz der Veranstaltungen bereitgestellt hatten. Dieser Verdacht konnte jedoch nie bewiesen werden.
Bei einer Rede von Ronald Schill im Bundestag am 29. August 2002 zum Thema Elbhochwasser kam es zu einem Eklat, als ihm durch Abschaltung des Mikrofons das Wort entzogen wurde, weil er nach Meinung von Bundestagsvizepräsidentin Anke Fuchs seine Redezeit überschritten hatte. In der Rede führte Schill das Fehlen von Mitteln für die Flutopferhilfe unter anderem auf eine zu gebefreundliche Einwanderungs- und Entwicklungshilfepolitik zurück, woraufhin er in den Medien heftig kritisiert wurde. Während aus der Parteiführung erste laute Kritik an Schills Auftreten kam, wurde seine Rede auf offiziellen Parteiveranstaltungen und im Internet verteidigt und weiterverbreitet. Die Partei verzeichnete einen sprunghaften Anstieg der Mitgliederzahl.
Zur Bundestagswahl am 22. September 2002 trat die Schill-Partei in 15 Bundesländern an. Sie erreichte bundesweit 0,8 Prozent der Stimmen, in Hamburg 4,2 Prozent. Im Februar 2003 wurde in Bremen der Bundesverband der Schill-Partei gegründet. Vorsitzender wurde Mario Mettbach, zum Ehrenvorsitzenden wurde Ronald Schill gewählt, der auch in der Bundespartei der bei weitem prominenteste und am meisten in der Öffentlichkeit wahrgenommene Vertreter war. Bei weiteren Landtagswahlen konnte die Partei ebenfalls die Fünf-Prozent-Hürde nicht überspringen, jedoch war sie im Frühjahr 2003 kurzfristig mit dem Abgeordneten Mathias Henkel in der Bremischen Bürgerschaft vertreten. Henkel war wenige Wochen vor der Bürgerschaftswahl 2003 von der CDU in die Schill-Partei übergetreten, weil diese mit ihrem Schwerpunktthema im Bremer Wahlkampf, der Ablehnung von Tierversuchen von Affen an der Universität Bremen, seiner Meinung nach eine christlichere Position vertrat als die CDU.

#### Zunehmende innerparteiliche Konflikte
Im Sommer 2003 geriet der Staatsrat der Innenbehörde und Schill-Vertraute Walter Wellinghausen in die Schlagzeilen, weil er neben seinem Amt noch als Anwalt und als Aufsichtsrat einer Klinik tätig war. Als der Erste Bürgermeister Ole von Beust (CDU) Wellinghausen ohne Absprache mit Ronald Schill entlassen wollte, kam es am 19. August 2003 zu einer persönlichen Auseinandersetzung mit Schill und infolgedessen zu einer Regierungskrise in Hamburg.
Im Anschluss daran entließ von Beust Schill mit dem Vorwurf, dieser habe ihn erpressen wollen, indem Schill ihm gedroht habe, eine angebliche Liebesbeziehung zwischen ihm und Justizsenator Roger Kusch (CDU) an die Öffentlichkeit zu bringen. Schill erklärte demgegenüber, er habe „nur an Ole von Beust appelliert, nicht mit zweierlei Maß zu messen“. Er habe den Fall seines Parteikollegen, des Bausenators Mario Mettbach erwähnt, den von Beust gezwungen hatte, die Einstellung seiner Lebensgefährtin als Referentin rückgängig zu machen. Am 3. September 2003 konnte die Regierungskrise vorübergehend beigelegt werden, indem Schills Büroleiter Dirk Nockemann neuer Innensenator wurde. Mario Mettbach übernahm zusätzlich zu seinem Senatorenposten das Amt des Zweiten Bürgermeisters, das Schill ebenfalls innegehabt hatte.
Am 6. Dezember, kurz nachdem Schill als Vorsitzender des Hamburger Landesverbandes wiedergewählt worden war, gab er dem Regionalsender Hamburg 1 aus diesem Anlass zwei Interviews. Hierbei entschuldigte er sich bei von Beust für seine Wortwahl am Tag seiner Entlassung und bot Nockemann seine Hilfe bei der Ausübung des Senatorenamtes an. Letzteres wurde jedoch von führenden Politikern der Hamburger Koalition als Bescheinigung mangelnder Sachkenntnis gewertet, woraufhin von Beust den Bundesvorstand der Partei Rechtsstaatlicher Offensive aufforderte, solche Querschüsse von Schill in Zukunft zu unterbinden. Der Bundesvorsitzende Mettbach kritisierte im Folgenden Schill scharf und verlangte von ihm, seine Meinung nur nach Absprache mit dem Bundesvorstand öffentlich zu äußern, was Schill als „Mafiamethoden“ ablehnte. Daraufhin entzog ihm der Bundesvorstand der Partei das Amt des Landesvorsitzenden und sprach gegen Schill ein zwei Jahre dauerndes Verbot aus, Ämter in der Partei auszuüben. Laut Schill geschah dies gegen die Satzung der Partei.
In den nächsten Tagen eskalierte der innerparteiliche Streit, und am 9. Dezember 2003 zerbrach die Regierungskoalition endgültig, da Schill angekündigt hatte, in einzelnen Punkten zusammen mit Parlamentariern, die zu ihm hielten, eventuell ebenso gegen Regierungsbeschlüsse zu stimmen und somit die Regierungsmehrheit zu gefährden. Da der Regierungschef Ole von Beust dieses nicht tolerieren wollte, wurden Neuwahlen für die Bürgerschaft angesetzt.

#### Loslösung von Schill und Niedergang bei der Neuwahl
Am 16. Dezember 2003 beschloss der Bundesvorstand der Partei den Partei- und Fraktionsausschluss von Schill. Die hier angewandte Form des Ausschlusses durch den Bundesvorstand ohne klar definierten Grund und ohne ein Parteischiedsgericht wurde von Verfassungsrechtlern stark kritisiert. Ermöglicht wurde sie durch eine Änderung der Parteisatzung, die von Mettbach einen Monat zuvor eingebracht worden war.
Zahlreiche Landesverbände, die Schill unterstützten, sagten im Nachgang zu der Sitzung, sie seien von den Hamburgern überrumpelt worden. Da eine rechtliche Klärung der Vorgänge erst nach den Neuwahlen in Hamburg zu erreichen gewesen wäre, gründete Schill am 18. Dezember gemeinsam mit fünf ehemaligen Mitgliedern der Fraktion der Partei, die sich mit Schill solidarisierten, die Ronald-Schill-Fraktion.
Außerdem vereinigte Schill sich mit Bolko Hoffmanns Partei Pro DM zur Liste Pro-DM/Schill. Schill erreichte noch vor der Wahl ein Gerichtsurteil, das es seiner ehemaligen Partei verbot, die Bezeichnung „Schill-Partei“ oder das Kürzel „Schill“ zu verwenden. Die Partei versuchte deshalb kurzfristig, sich ein Image als PaRO und Offensive aufzubauen.
Bei der Bürgerschaftswahl am 29. Februar 2004 blieben sowohl die Liste Pro DM/Schill mit 3,1 Prozent als auch die Partei Rechtsstaatlicher Offensive mit 0,4 Prozent der Stimmen unter der Fünf-Prozent-Hürde. Es folgte ein Massenaustritt beim Spitzenpersonal der Partei. Von den Führungsfiguren blieb zunächst lediglich Norbert Frühauf, der von 2001 bis 2004 Fraktionsvorsitzende der Bürgerschaftsfraktion war, in der Partei. Die ehemaligen Senatoren Mario Mettbach, Peter Rehaag und Dirk Nockemann traten daraufhin zur CDU über.

### Zeit nach Schill: Niedergang und Auflösung (2004–2007)

Logo ab 2004

Nachdem die Partei bei der Hamburger Bürgerschaftswahl von 2004 ohne Kürzel angetreten war, änderte sie ihre satzungsmäßige Kurzbezeichnung von Schill zu Offensive D. Neuer Bundesvorsitzender der Partei wurde Markus Wagner. Er signalisierte nur wenige Tage nach seiner Wahl zum Bundesvorsitzenden eine Annäherung an den bekannten Rechtspopulisten und Kärntner Landeshauptmann Jörg Haider, indem er ihm zu seinem Wahlsieg bei der Landtagswahl von Kärnten am 7. März 2004 gratulierte. Eine solche parteioffizielle Annäherung war in der Ära Schill stets abgelehnt worden. Auch wurde von ihm das Image als „bessere CDU“ kritisiert, das die Partei seiner Meinung nach in der Schill-Zeit pflegte, das er – neben der Selbstdemontage, die durch die Person Schill durchgeführt wurde – als entscheidenden Grund für den Niedergang der Partei Anfang 2004 sah. Allerdings fand die Partei seitdem nicht mehr so viel Aufmerksamkeit in der Öffentlichkeit.
Im Zuge der Landtagswahl in Schleswig-Holstein am 20. Februar 2005 geriet ihr dortiger Spitzenkandidat Folker Küster in die Schlagzeilen, da er der Vater von Estefania Küster ist, der damaligen Freundin des Musikproduzenten Dieter Bohlen. Auch dies hatte der Partei jedoch keinen Rückenwind beschert, da sie bei der entsprechenden Landtagswahl nur auf 0,1 Prozent kam.
Am 22. Februar 2005 gab der Hamburger Landesverband der Partei seine Auflösung bekannt. Der Landesvorsitzende Hagen Riemann begründete dies mit dem unter Wagner vollzogenen Rechtsruck der Bundespartei, die inzwischen auch Personen aus dem rechtsextremistischen Umfeld eine politische Heimat böte. Wagner entgegnete, dass die Auflösung ohne einen Parteitagsbeschluss nicht rechtsgültig sei. Laut Riemann waren am Vortag 233 Mitglieder (von den etwa 270 in Hamburg verbliebenen) geschlossen aus- beziehungsweise zurückgetreten, einschließlich einiger Landesvorstandsmitglieder und Bezirks- und Ortsvorstände. Der Landesverband Hamburg wurde jedoch faktisch nie aufgelöst und war ab Mitte 2005 wieder aktiv. Unter anderem kehrten in der Folgezeit einige Gründungsmitglieder wieder zur Partei zurück.
Im April 2005 vereinbarte die Partei eine Kooperation mit der DSU. Wie andere Kleinparteien klagte sie vor dem Bundesverfassungsgericht gegen die erschwerten Bedingungen der Teilnahme für kleine Parteien an der vorgezogenen Bundestagswahl am 18. September 2005. Die Klage wurde vom Bundesverfassungsgericht als unzulässig eingestuft. Die Partei erreichte bei der vorgezogenen Bundestagswahl 2005 lediglich 0,1 Prozent der Zweitstimmen. In Sachsen-Anhalt hatte sie genügend Unterstützungsunterschriften gesammelt, um mit einer eigenen Liste antreten zu können. Im November 2005 legte die Partei Einspruch nach dem Bundeswahlprüfungsgesetz ein, da nach Angaben der Offensive D die falsche Mandatsverteilung eine Wahlwiederholung erforderlich macht. Nach den Bestimmungen des Grundgesetzes Art. 41 Abs. 1 Satz 1 und des Wahlprüfungsgesetzes wird der Wahleinspruch vom 15. November 2005 nunmehr unter dem Aktenzeichen WP 158/05 im Bundestag geführt.
Zur Landtagswahl in Sachsen-Anhalt am 26. März 2006 trat die Offensive D gemeinsam auf einer Landesliste mit der Statt Partei und der DSU an. Die Listenvereinigung hieß „Bündnis Offensive für Sachsen-Anhalt“ und erreichte 0,3 %. Im Jahr 2006 trat die Offensive D in Berlin und Mecklenburg-Vorpommern an und erreichte in beiden Ländern 0,1 %.
Von November 2006 bis Januar 2007 veranstalteten die Hamburger Landesverbände von Offensive D, Zentrumspartei und Graue Panther insgesamt drei gemeinsame Podiumsdiskussionen unter dem Motto „Macht Deutschland nicht kaputt“. Im Dezember 2006 traten drei Vorstandsmitglieder sowie 24 weitere Mitglieder des Landesverbandes Berlin aus der Offensive D aus und in die Deutsche Partei (DP) über. Bereits zur Berlin-Wahl am 17. September 2006 traten einige Mitglieder der Offensive D und der Deutschen Partei auf gemeinsamen Listen an.
Auf dem Bundesparteitag Anfang Dezember 2006 in Bad Harzburg kündigte der Bundesvorsitzende Markus Wagner aus persönlichen Gründen seinen Rücktritt vom Parteivorsitz an. Peter-Alexander von der Marwitz übernahm das Amt kommissarisch bis zur geplanten Neuwahl des Bundesvorstandes, die beim nächsten Bundesparteitag am 31. März 2007 stattfand. Wolfgang Jabbusch wurde zum neuen Bundesvorsitzenden gewählt, nachdem der Hamburger Landesverband unter der Führung von der Marwitz' mit etwa 30 Mitgliedern geschlossen aus der Partei ausgetreten war, um zur Zentrumspartei zu wechseln. Zwei Mitglieder des neu gewählten Bundesvorstandes waren schon innerhalb eines Monats wieder ausgetreten.
Von der Marwitz wollte die Partei bereits zum 31. März 2007 in einen eingetragenen Verein umwandeln, das Ansinnen fand jedoch keine Mehrheit auf dem Parteitag. In den folgenden Monaten wurden zwei Versäumnisurteile mit vorläufiger Vollstreckbarkeit gegen die Partei erlassen, die unter anderem Kontopfändungen zur Folge hatten. Auf dem folgenden Parteitag am 29. September 2007 wurde schließlich – wie bereits ein halbes Jahr zuvor einmal geplant – die Umwandlung der Partei in einen Verein beschlossen. Der Bundesvorstand trat zurück. Als Liquidator wurde Martin Schleifenbaum eingesetzt. Die Auflösung als Partei wurde am 29. Oktober selben Jahres rechtskräftig.
Teile der Mitglieder gründeten mit Teilen der ebenfalls Ende 2007 ausgelösten Pro DM die „Liberalkonservative Initiative Deutschland“, die jedoch bedeutungslos blieb.

## Landtagswahlergebnisse der Partei
|      | BW    | BY    | BE    | BB    | HB    | HH     | HE    | MV    | NI    | NW    | RP    | SL    | SN    | ST     | SH    | TH    |
| ---- | ----- | ----- | ----- | ----- | ----- | ------ | ----- | ----- | ----- | ----- | ----- | ----- | ----- | ------ | ----- | ----- |
| 2001 | n. a. |       | n. a. |       |       | 19,4 % |       |       |       |       | n. a. |       |       |        |       |       |
| 2002 |       |       |       |       |       |        |       | 1,7 % |       |       |       |       |       | 4,5 %  |       |       |
| 2003 |       | n. a. |       |       | 4,4 % |        | 0,5 % |       | 1,0 % |       |       |       |       |        |       |       |
| 2004 |       |       |       | 0,3 % |       | 0,4 %  |       |       |       |       |       | n. a. | n. a. |        |       | n. a. |
| 2005 |       |       |       |       |       |        |       |       |       | 0,0 % |       |       |       |        | 0,1 % |       |
| 2006 | n. a. |       | 0,1 % |       |       |        |       | 0,1 % |       |       | n. a. |       |       | 0,3 %¹ |       |       |
| 2007 |       |       |       |       | n. a. |        |       |       |       |       |       |       |       |        |       |       |

¹ Wahlbündnis „Bündnis Offensive für Sachsen-Anhalt“ mit STATT-Partei und DSU
n. a. – nicht angetreten

## Bundesvorsitzende
| Zeitraum  | Name                            | Besonderheit                                                    |
| --------- | ------------------------------- | --------------------------------------------------------------- |
| 2000–2003 | Ronald Schill                   | Parteigründer; verließ im Januar 2004 die Partei                |
| 2003–2004 | Mario Mettbach                  | Zweiter Bürgermeister Hamburgs, wechselte 2005 zur CDU          |
| 2004–2006 | Markus Wagner                   | wechselte kurz nach Rücktritt zur neu gegründeten HeimatHamburg |
| 2006–2007 | Peter-Alexander von der Marwitz | trat nach Rücktritt zur Zentrumspartei über                     |
| 2007      | Wolfgang Jabbusch               | letzter Vorsitzender                                            |